# Саратовские мукомолы Рейнеке

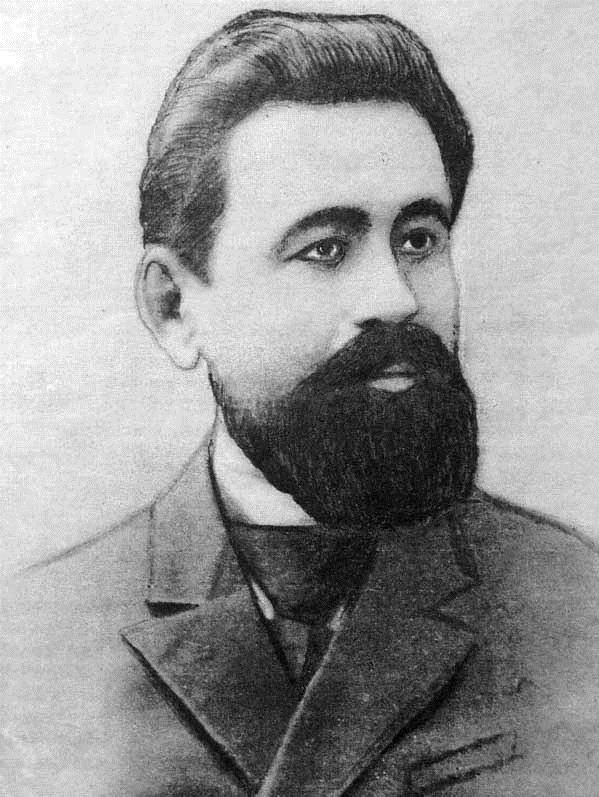
Рейнеке Кондратий Кондратьевич

Саратовские мукомолы Рейнеке — предприятие, занимавшееся развитием мукомольной промышленности в Саратовской губернии в XIX веке.

## Сельское хозяйство Саратовского Поволжья на рубеже веков
В конце XIX — начале XX вв. промышленность Саратовского края была ориентирована на переработку сельскохозяйственного сырья, переживала подъём в производстве продукции и её продаже. Саратов по праву считался «… мукомольной столицей России. В начале XX века из 16 саратовских мельниц 9 — наибольшие в России». Самые известные фамилии процветающих в это время «мукомольных королей» были у всех на слуху — П. П. Шмидт, Э. Борель и К. К. Рейнеке. Одним из самых титулованных мукомольных предприятий был «Торговый дом братьев Иван и Кондратий Рейнеке».

## История развития предпринимательства семьи Рейнеке
История семьи Рейнеке на российской земле началась 253 года назад, когда в июле 1767 года в колонии Поповка Камышинского уезда Саратовской губернии поселился Иоганн Рейнеке: «От конторы опекунства иностранных поселенцев получил он в ссуду две лошади, узду, телегу, дугу, восемь сажен (сажень = 2,1336 метра) верёвки и 25 рублей». Первые шаги в предпринимательстве связаны с текстильной промышленностью — производством популярной в то время сарпинки. Три семьи — Рейнеке, Борель и Шмидт — около 40-50 лет продолжают производство сарпинки, но и пытаются наладить параллельно новое дело, начинают вкладывать свои средства в мукомольное производство.
Основу создания торгового дома положил Кондратий Егорович Рейнеке, когда он совместно с г. Шмидтом арендовал водяные мельницы и затем разделился с ним. В результате к Рейнеке перешла «Поярковская» мельница на реке Латрык. После раздела, он вместе со своими братьями арендовал ещё «Дмитриевскую», «Чердымскую», «Среднюю» и «Карамышевскую» мельницы. В дальнейшем Кондратий Егорович решает передать дело своим сыновьям Ивану и Кондратию Рейнеке. Они в 1877 и 1878 годах приобрели два места для дальнейшей постройки паровых мукомольных мельниц. В 1878 году учредили торговое товарищество на двадцать лет под фирмой «Торговый дом братьев Иван и Кондратий Рейнеке», построили в Саратове в 1879 году паровую вальцовую крупчатную мельницу. Она начала своё функционирование в 1880 году.
Первая паровая мельница сгорела при пожаре 10 декабря 1889 года, и была перестроена братьями Рейнеке в более солидный по мощности и красивый по архитектуре комплекс зданий. В 1884 году, после смерти Ивана Кондратьевича Рейнеке, единственным собственником предприятия стал Кондратий Кондратьевич. Несмотря на это фирма продолжила носить название «Торговый дом братьев Иван и Кондратий Рейнеке». Но позднее, в целях расширения предприятия: «…1 января 1899 года Кондратий Кондратьевич принял в товарищество четырёх своих сыновей и учредил с ними фирму „Торговый дом Кондратий Рейнеке и Сыновья“. Александр, Константин, Кондратий и Владимир — сыновья, стали собственниками фирмы.» Продукция Рейнеке отличалась высоким качеством. Свидетельством тому стало международное признание: в 1897 году на выставке в Стокгольме золотые медали за лучшие образцы мучной продукции получили торговые дома Шмидтов, Рейнеке и Скворцова.

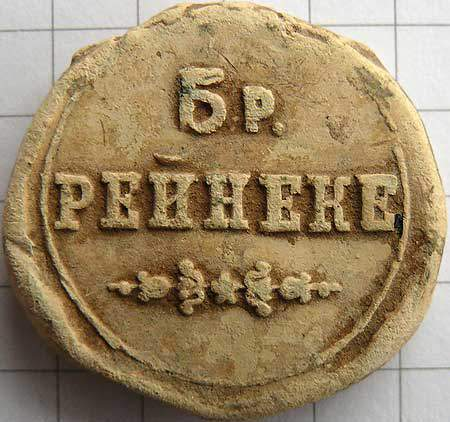
Пломба «Торгового дома братьев Рейнеке»

Мука шла на продажу в Саратов, Покровскую слободу (г. Энгельс), Рыбинск, Камышин, Астрахань, Петербург, Москву и другие города. Торговый дом имел собственные отделения в семи городах, содержал штат коммивояжеров, владел грузовыми и буксирными судами. На Волге появились принадлежавшие ему пароходы «Елизавета» и «Конрад», семнадцать барж, несколько пристаней. «Торговый дом Кондратий Рейнеке и Сыновья» был удостоен государственного герба Российской империи и имел ряд высших наград.
Мельница Рейнеке работала вплоть до революции, а в дальнейшем была национализирована большевиками в 1918 году, семья иммигрировала за границу. В 1933 году «Торговый дом братьев Рейнеке», переименовали в АООТ «Саратовский комбикормовый завод».

## Благотворительность и меценатство
Семья Рейнеке вкладывала средства не только в доходные предприятия. Они активно занимались общественной и культурно-просветитльской деятельностью. Члены этой фамилии упоминаются в числе благотворителей, помогавших своими пожертвованиями губернаторше Марии Алексеевне Мещерской устраивать народные столовые для бедноты. Арнольд Рейнеке вместе с актёром и режиссёром К. Н. Незлобиным на свои средства создали в Петербурге Русский драматический театр. Артур и Владимир Рейнеке были активными членами Саратовского общества поощрения рысистого коннозаводства, состояли в управлении конезавода.
Представители этой купеческой семьи не раз оказывались на выборных должностях, например, К. К. Рейнеке с 1898 года по 1904 год был гласным городской думы, 16 лет являлся представителем заводовладельцев в губернском по фабричным и горнозаводским делам присутствии, несколько сроков состоял членом второго городского присутствия по квартирному налогу, был почётным членом губернского попечительства детских приютов. Так же, Александр Кондратьевич, с 1902 года по 1913 год был членом первого городского раскладочного по промысловому налогу присутствия, арбитражной комиссии при саратовской бирже, учётного комитета Волжско-Камского коммерческого банка, затем Русского торгово-промышленного банка. Они же опекали евангелическо — лютеранскую церковь Святой Марии, возглавляли и входили в церковный совет в течение 28 лет, а Александр был членом правления и казначеем общества милосердия при этой же церкви.
Сын Кондратия Рейнеке, Константин, продолжил семейные традиции в отношении благотворительности, так как, помимо отцовского бизнеса, был членом педагогического совета женской гимназии Куфельд, членом исполнительной береговой комиссии и комиссии по расквартированию войск, возглавлял биржевой комитет.

## Историко-культурное наследие
Семья внесла большой вклад в историко-архитектурный облик современного Саратова. Рейнеке оставили многочисленные здания, особняки, объекты различных стилей и направлений. Адреса проживания членов семейства Рейнеке в городе: улица Провиантская, Никольская, Ильинская, Московская, Вольская, Александровская, Большая Сергиевская и Мичурина, угол Малой Сергиевской. В том числе особняк В.К. Рейнеке на ул. Пушкина 22 и усадебный дом А.К. Рейнеке на ул. Мичурина 67, ставший с 1903 года резиденцией саратовских губернаторов. Наиболее известным является принадлежавший Рейнеке особняк на Соборной улице 22, архитектором которого был Фёдор Осипович Шехтель. 
Наряду с ними и «…здание на Александровской улице против городского театра, ставшее впоследствии пристанищем „Торгового дома Э. И. Борель“, дом на Большой Сергиевской (ныне ул.Чернышевского) — красивое оригинальное сооружение с шестигранником-мезонином, ранее принадлежавшее преуспевавшему саратовскому купцу Ф. С. Никитину».

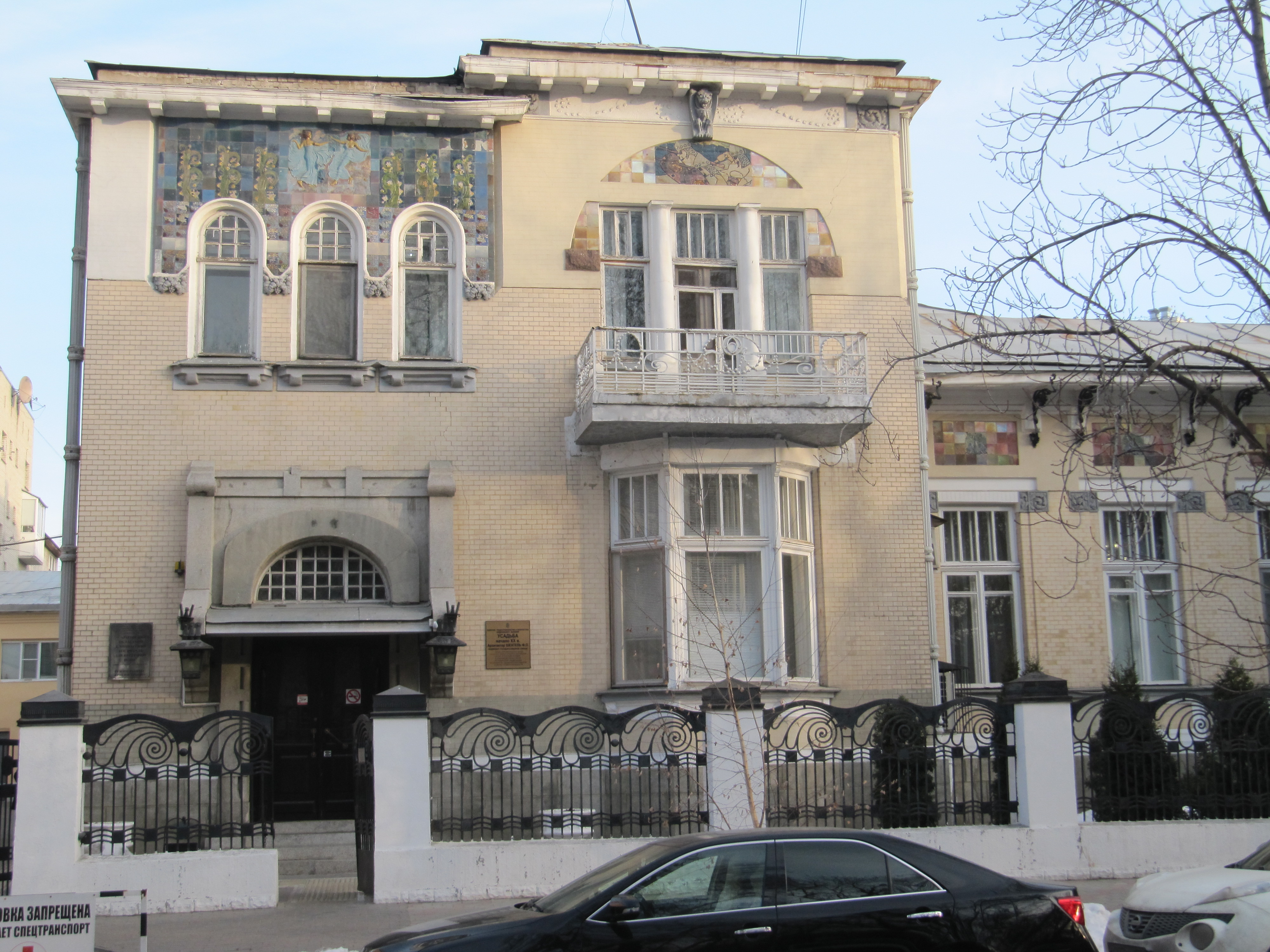
Особняк Рейнеке К.К. ул. Соборная 22
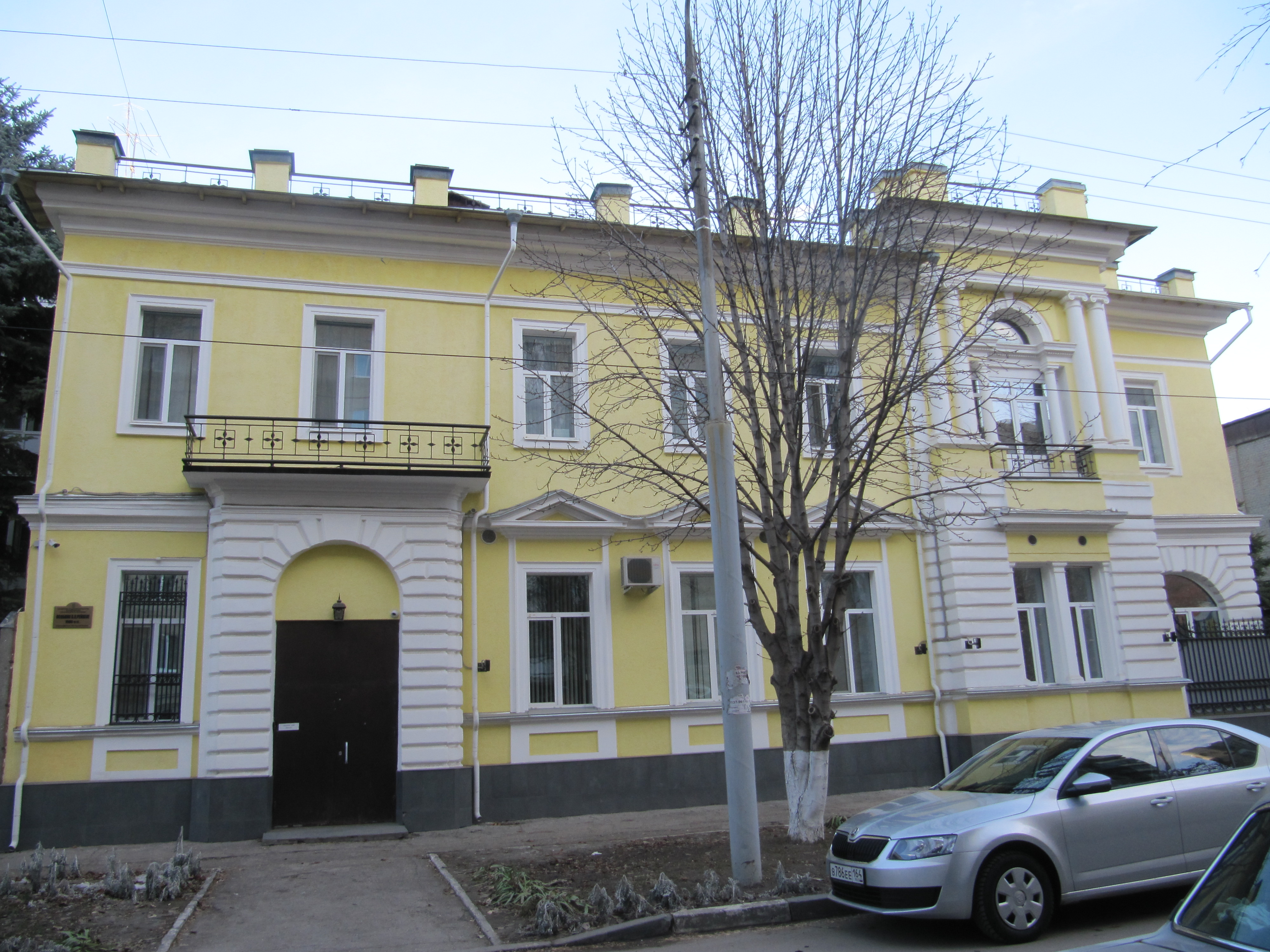
Особняк Рейнеке В.К. ул. Пушкина 22
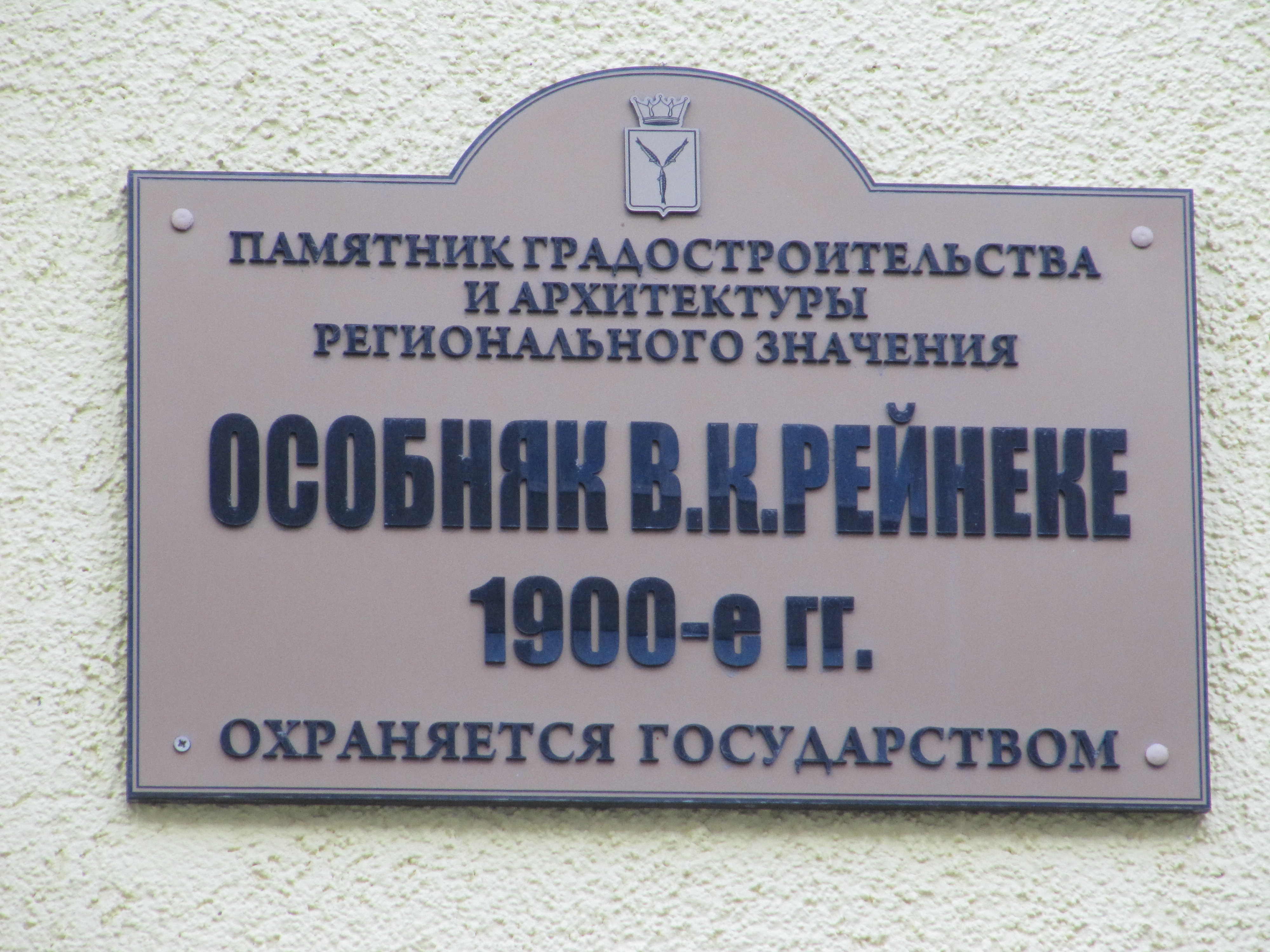
Особняк Рейнеке В.К. табличка
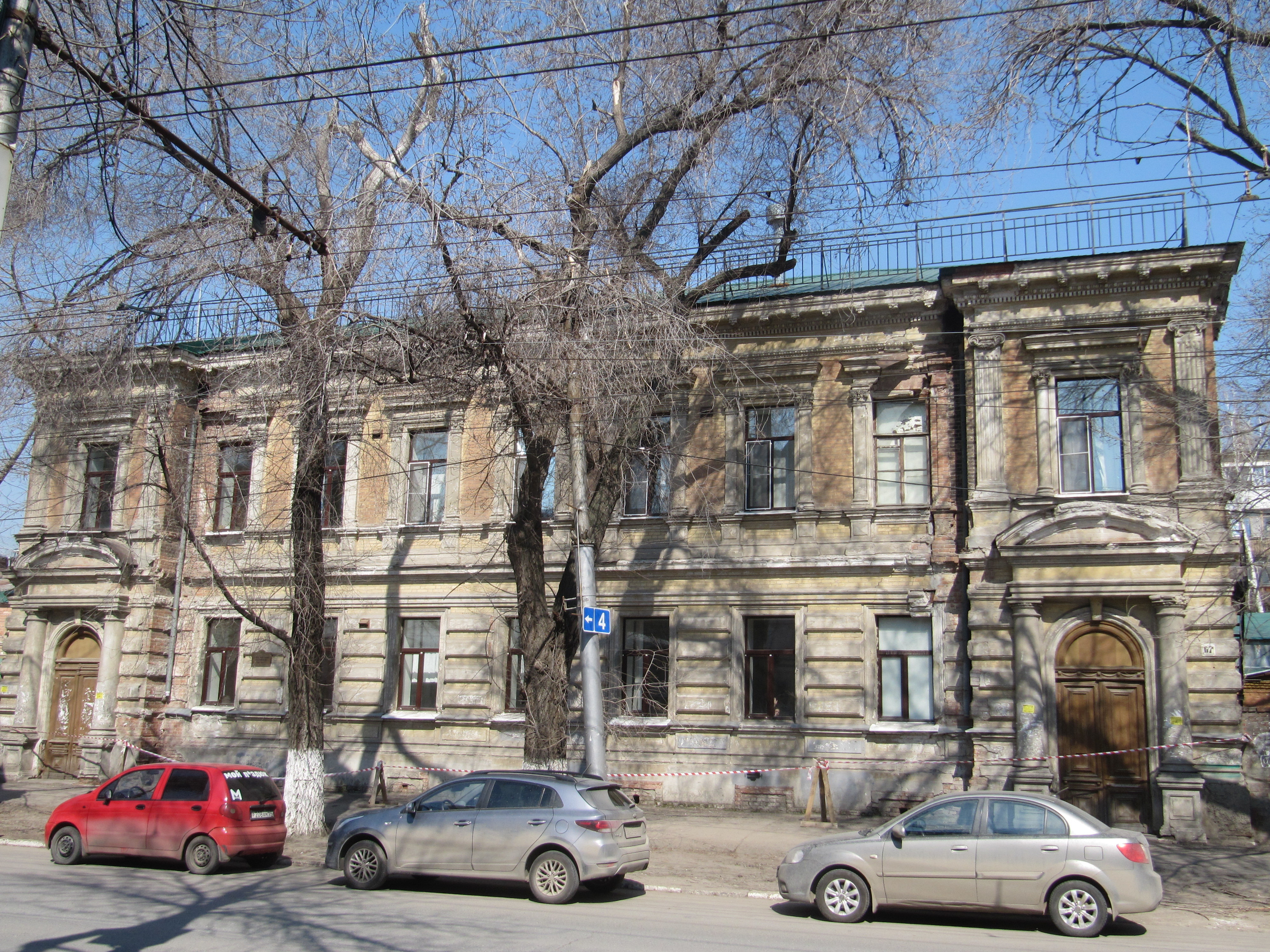
Дом усадебный Рейнеке А.К. ул. Мичурина 67
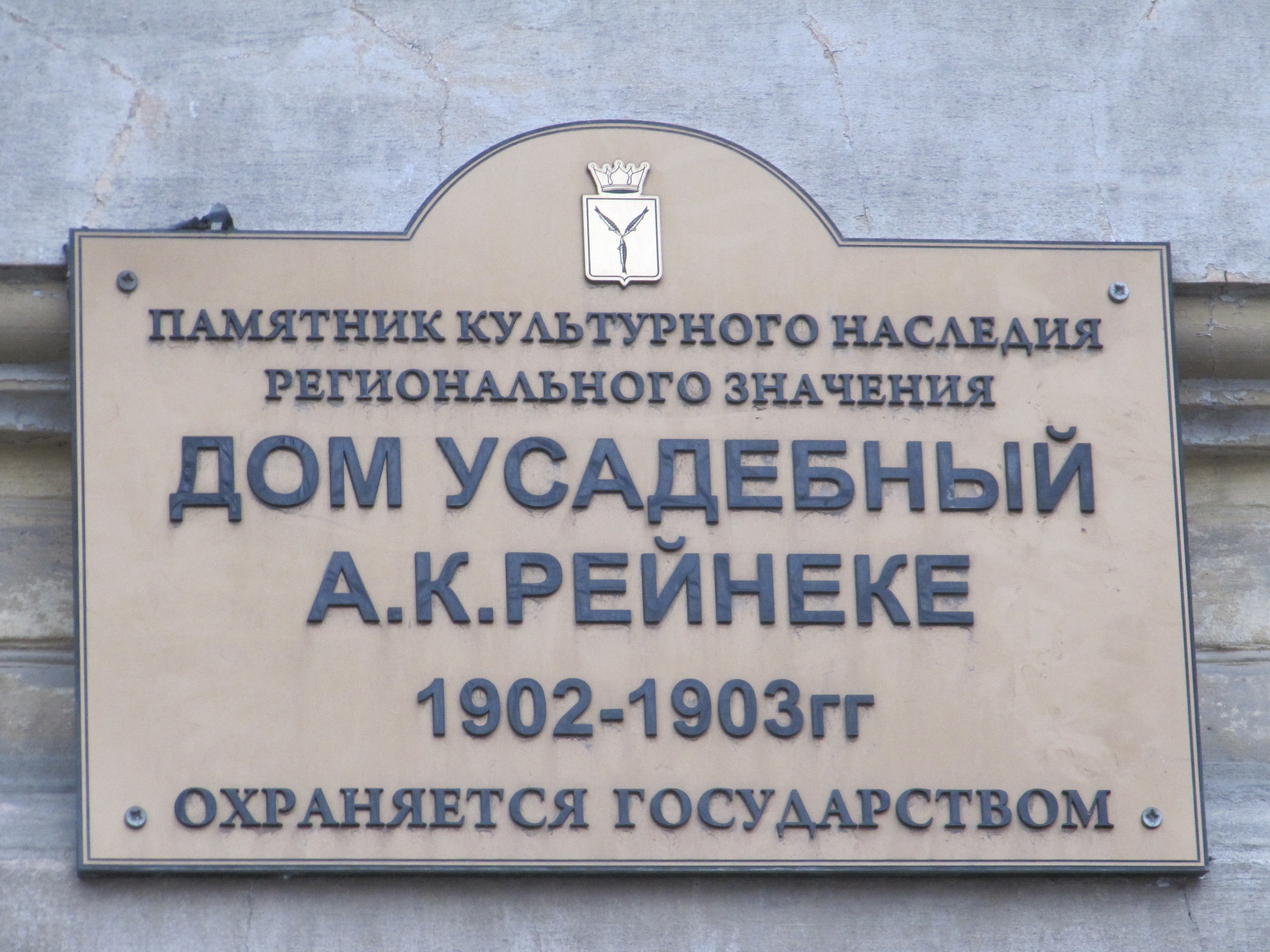
Дом усадебный Рейнеке А.К. табличка
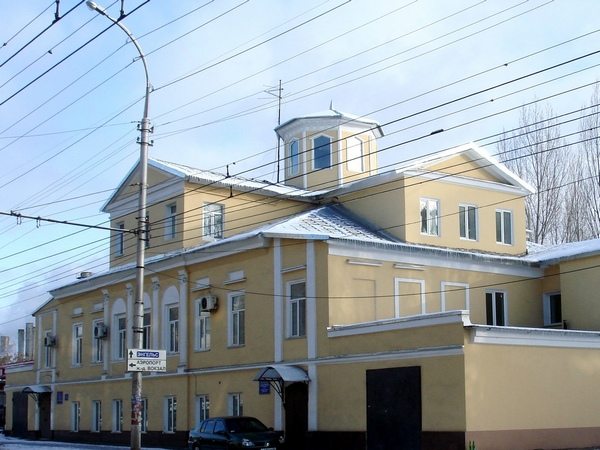
Особняк Рейнеке на ул. Чернышевского 116А
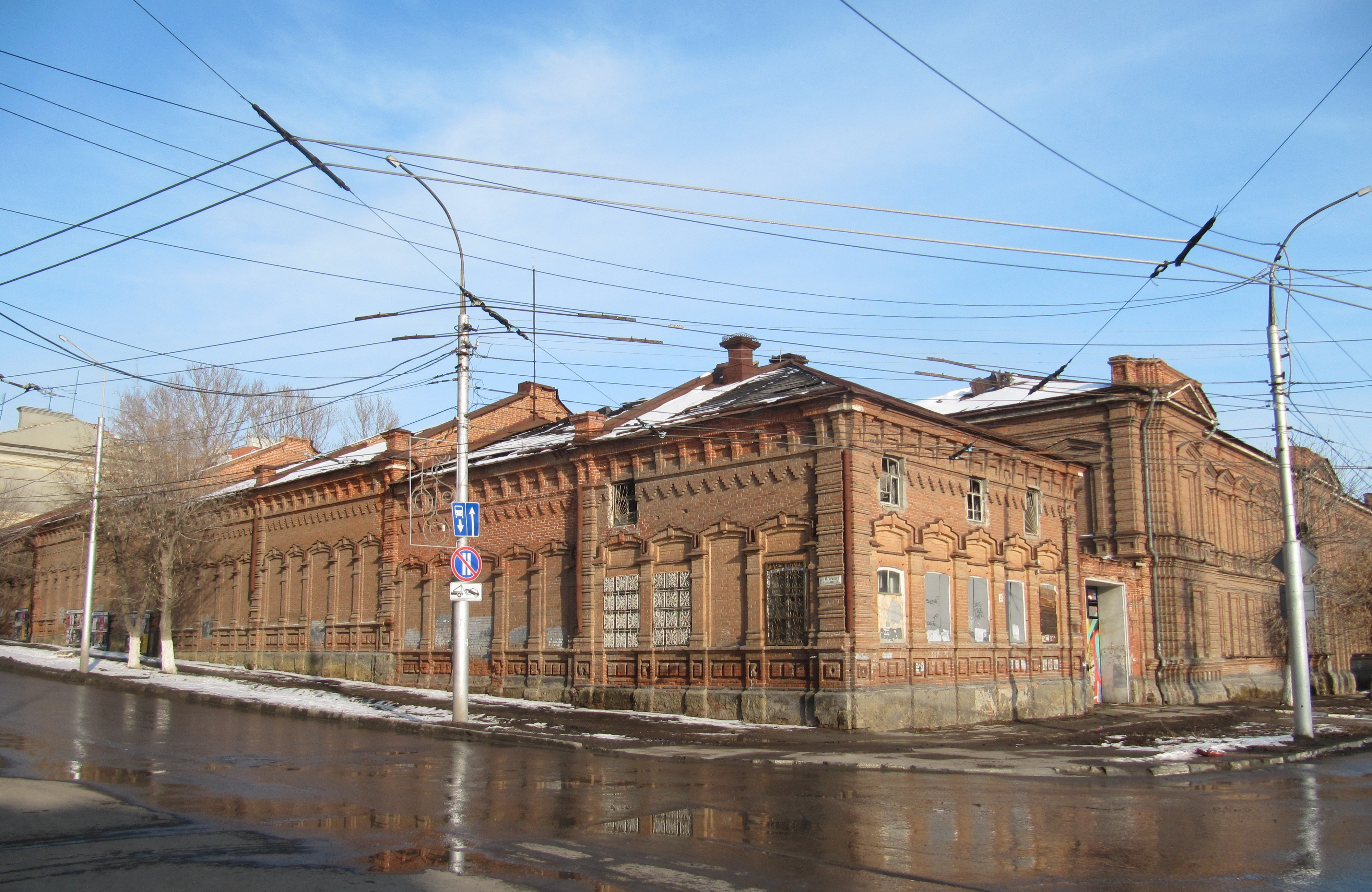
Провиантские склады, ул. Горького 2
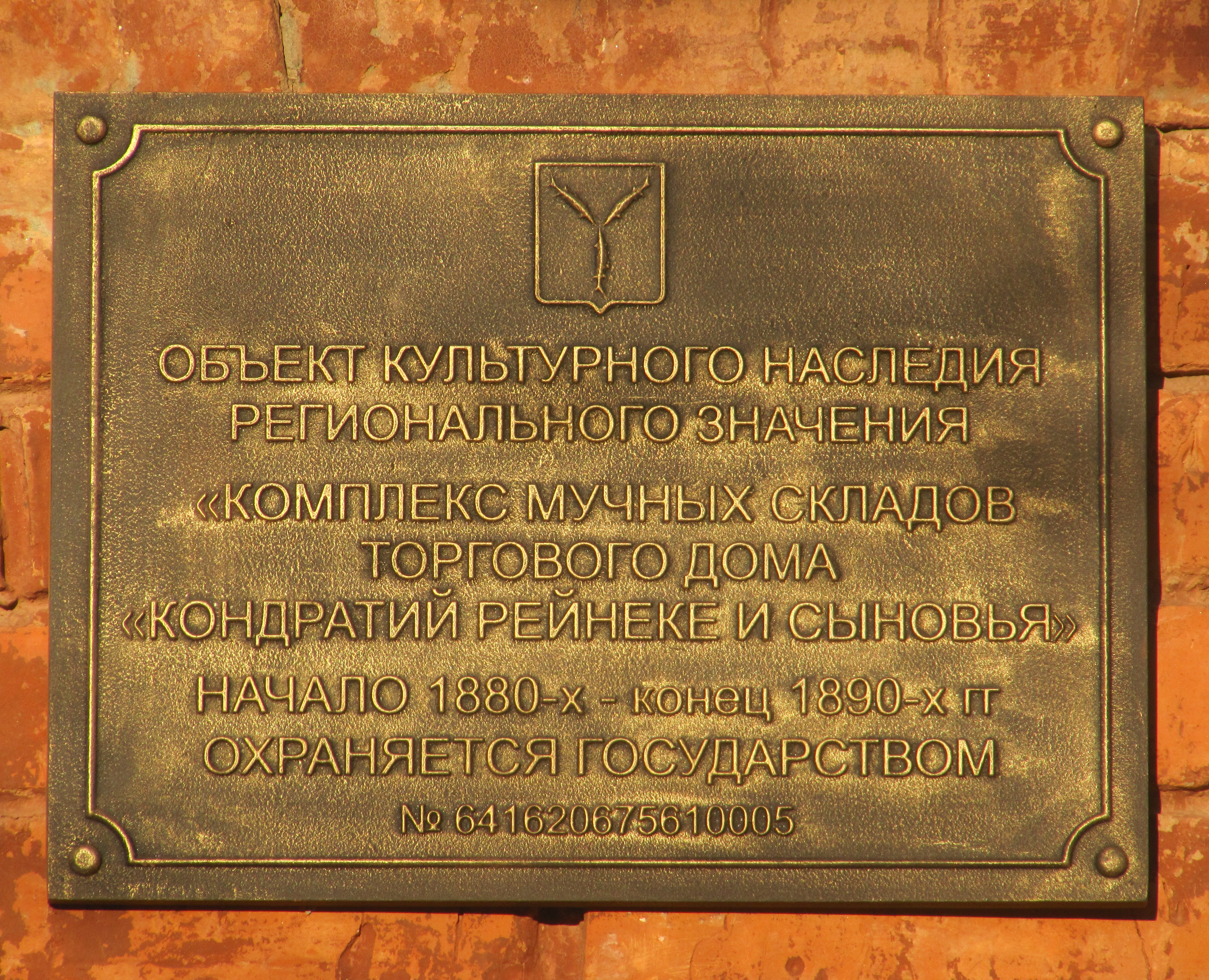
Склады Рейнеке табличка
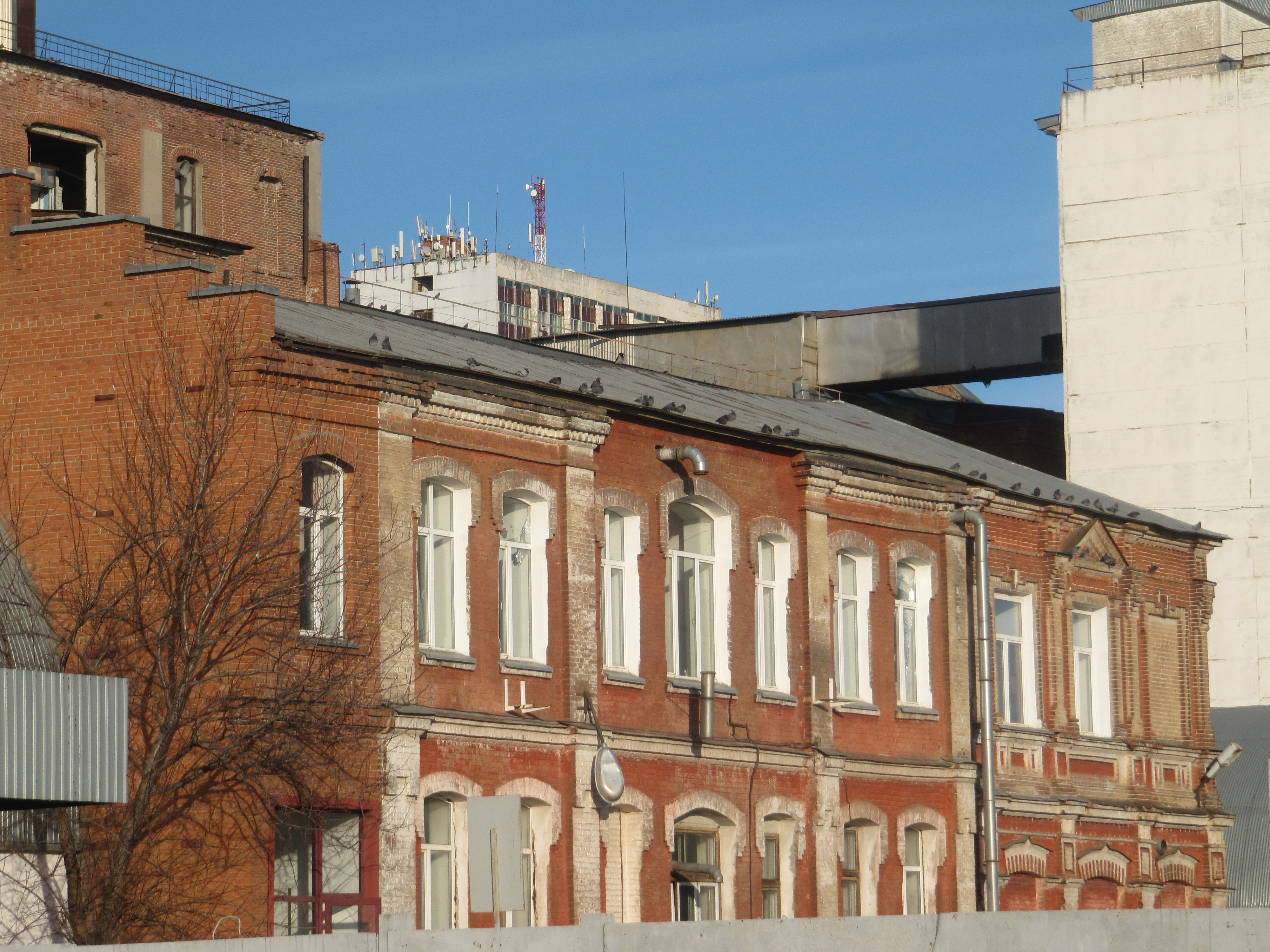
Торговый дом Рейнеке, ул. Чернышевского 116
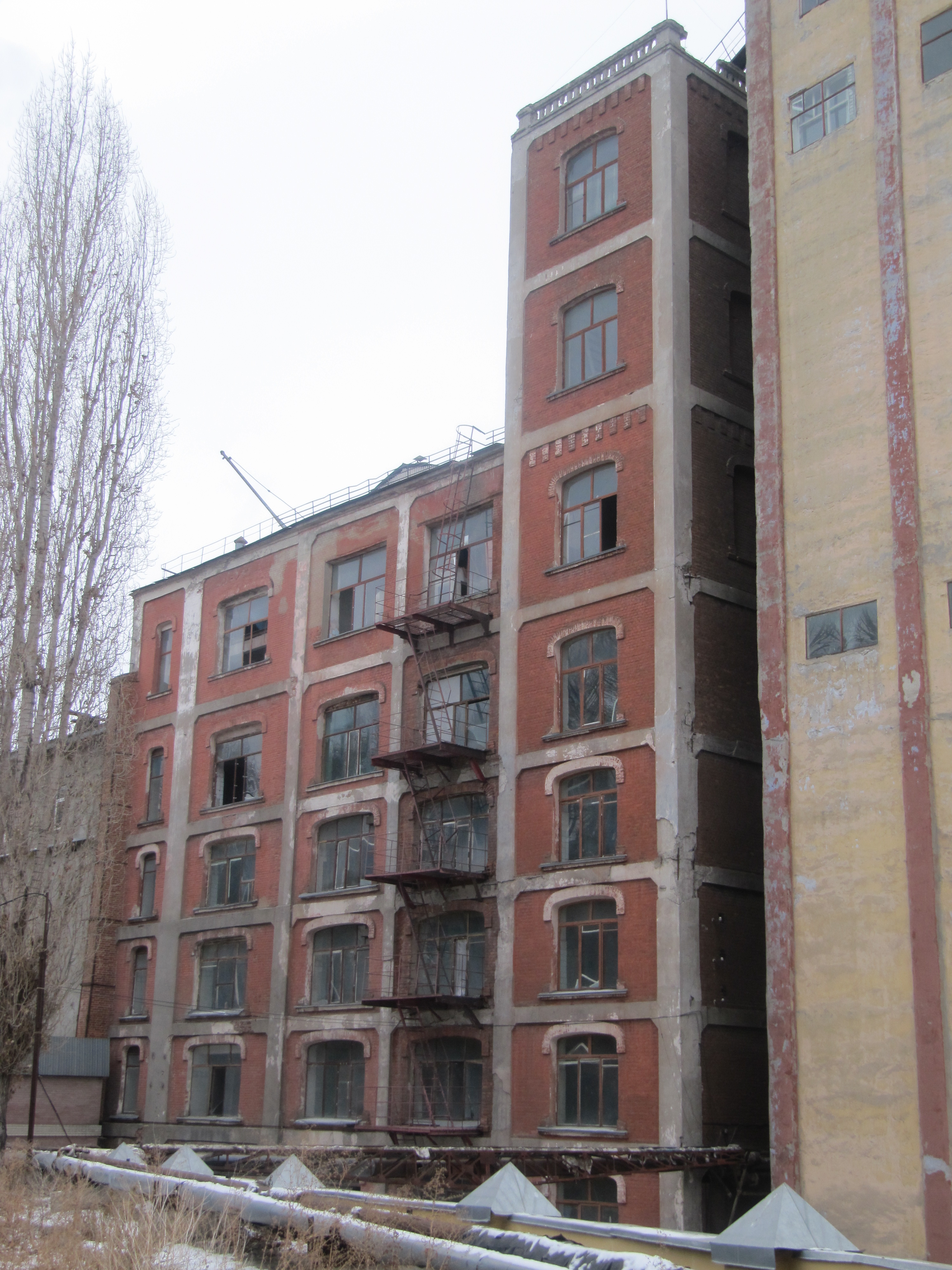
Мельница Рейнеке, ул. Чернышевского 116

В 1907—1912 гг. купец первой гильдии Владимир Кондратьевич Рейнеке выстроил усадьбу, которая дала название современному посёлку Нижний Рейник. Это усадьба замкнутого типа, то есть — жилое двухэтажное здание встроено в четырёхугольник, по периметру которого располагались уступами, повторяя рельеф местности, целый ряд конюшен и служебные помещения После революции лошадей национализировали, усадьба служила колхозным двором, затем учхозом института механизации сельского хозяйства, до 90-х годов 20 века — зерноскладом совхоза «Овощной». С 1990 года комплекс используется как жилой дом.
Яркой архитектурной достопримечательностью являются провиантские склады, принадлежавшие семейству Рейнеке. Они сохранились до наших дней, выполняя свои изначальные функции. Построены в 1879 году после того, как в короткий срок была возведена огромная мельница на берегу Волги, поэтому срочно понадобились складские помещения. Позже был достроен ещё ряд добротных каменных зданий для хранения муки и зерна. Они являются уникальными культурными памятниками архитектуры и истории и не относятся ни к одному известному направлению. В апреле 2015 г. на складах произошёл пожар, здания были сильно повреждены огнём. Годом позже, глава РОСИЗО Сергей Перов предложил отреставрировать культурно-исторический объект и организовать на базе складов Рейнеке центр современного искусства.